# Vie-publique.fr
Vie-publique.fr er en fransk webportal, der er produceret af la direction de l'information légale et administrative (Dila), hvis formål er, at informere om aktuelle politiske, økonomiske, sociale, nationale og europæiske emner.
Endvidere skal den stille relevant dokumentation til rådighed for offentligheden, for at igangsætte og lette den offentlige debat i Frankrig.
Portalen er skabt i 2001.

## Indhold
Portalen er inddelt i tre hovedkategorier:

### Aktualitet
- Oversigt: daglige artikler om aktuelle emner i det politiske liv
- Aktuelle rapporter: komplette analyser
- Lov oversigter: for at give overblik over det parlamentariske arbejde
- En FAQ for borgerne: at skabe en enkel indgang til information om aktuelle emner

### Evalueringer
- Information om institutioner og det politiske liv: gennem at give adgang til oversigter over magtens organisering og funktionaliteten af institutionerne
- Rapporter og evalueringer af den førte politik: præsentationer af de store linjer i den førte politik og deres udvikling
- Kronologi over det politiske liv: datoer og begivenheder, der markerer det politiske liv i Frankrig, enten på årsbasis eller efter tema

### Ressourcer
- Base over offentlige debatter: at give direkte adgang til alle debatter, der har fundet sted på offentlige sider, for at give borgerne direkte mulighed for selv at deltage
- Bibliotek over offentlige rapporter: mere end 6.500 rapporter om emner, med relation til det offentliges handlinger

## Ekstern henvisning
- "vie-publique.fr" (fransk).